# Impatiens quadrisepala
Impatiens quadrisepala är en balsaminväxtart som beskrevs av Rudolf Wilczek och G. M. Schulze. Impatiens quadrisepala ingår i släktet balsaminer, och familjen balsaminväxter. Inga underarter finns listade i Catalogue of Life.